# Papa longues jambes (film, 1931)
Pour les articles homonymes, voir Papa longues jambes (homonymie).
Pour plus de détails, voir Fiche technique et Distribution.
Papa longues jambes (titre original : Daddy Long Legs) est un film américain en noir et blanc réalisé par Alfred Santell, sorti en 1931. 
C'est la deuxième adaptation au cinéma du roman épistolaire Papa-Longues-Jambes de Jean Webster (1912).

## Synopsis
Un riche homme d'affaires américain bienveillant devient le tuteur de l'orpheline Judy. Il l'envoie en pension pour y être élevée selon les mœurs de son (nouveau) rang. Au fil des ans, la jeune fille se souvient de son tuteur qu'elle n'a vu qu'une seule et unique fois plusieurs années auparavant : de lui, elle ne se rappelle que la longueur de ses jambes.
Les années passent et Judy devient une belle jeune fille instruite. Son tuteur tombe amoureux d'elle, bien qu'il se rend compte que la différence d'âge est un grand problème. Ignorant qu'il est celui qu'elle appelle « Papa longues jambes », Judy se sent également attirée par lui.

## Fiche technique
- Titre français : Papa longues jambes
- Titre original : Daddy Long Legs
- Réalisation : Alfred Santell
- Scénario : S.N. Behrman, Sonya Levien, Alfred Santell, d'après le roman du même nom de Jean Webster (1912)
- Musique : Hugo Friedhofer
- Photographie : Lucien N. Andriot
- Montage : Ralph Dietrich
- Producteur : Sol M. Wurtzel
- Société de production : Fox Film
- Pays de production :  États-Unis
- Langue d'origine : anglais
- Format : noir et blanc — 35 mm — 1,20:1 — son : mono (Western Electric System, Movietone)
- Genre : comédie romantique
- Durée : 80 min
- Date de sortie : 
  - États-Unis : 5 juin 1931
  - France : 25 octobre 1931 (à Paris)

## Distribution
- Janet Gaynor : Judy Abbott
- Warner Baxter : Jervis Pendleton
- Una Merkel : Sally McBride
- John Arledge : Jimmy McBride
- Claude Gillingwater : Riggs
- Effie Ellsler : Mme Semple
- Kendall McComas : Freddie Perkins
- Kathlyn Williams : Mme Paula Pendleton
- Elizabeth Patterson : Mme Lippett
- Louise Closser Hale : Mlle Pritchard
- Sheila Bromley : Gloria

Acteurs non crédités
- Clarence Geldart : le prêtre
- Steve Pendleton : un ami de Sally